# Frans Ronnes
F.H.G.M. (Frans) Ronnes, (Vortum-Mullem, 16 oktober 1948 - Helvoirt, 12 juni 2017) was een Nederlands politicus van het CDA.
Ronnes is afkomstig uit het onderwijs, maar ging net als enkele van zijn broers de lokale politiek in. In 1998 werd hij wethouder in de Noord-Brabantse gemeente Bernheze. Eind 2001 werd hij benoemd tot burgemeester van de nabijgelegen gemeente Haaren. 
In oktober 2013 ging hij met pensioen. 
Op 22 oktober 2014 werd hij door de commissaris van de Koning benoemd tot waarnemend burgemeester van Laarbeek nadat burgemeester Hans Ubachs zich tijdelijk had teruggetrokken. Op 11 maart 2016 maakte hij bekend zijn taak wegens ziekte neer te leggen. Ruim een jaar later overleed hij op 68-jarige leeftijd aan prostaatkanker.

## Familie
Zijn zoon Bram Ronnes nam als beachvolleybalspeler deel aan de Olympische Spelen van 2008 in Peking. 
Zijn broer Jan Ronnes was jarenlang actief in lokale en provinciale politiek, onder meer als raadslid, wethouder, statenlid en loco-burgemeester van Vierlingsbeek. Diens zoon Erik Ronnes is gedeputeerde in Noord-Brabant en voormalig lid van de Tweede Kamer namens het CDA.
- Virtual International Authority File: 4397149919438206650003
- WorldCat: E39PBJtcDg6pdkypH3HPqDtBT3